# Торрес-и-Айяла, Лауреано
Лауреано Торрес-и-Айяла, маркиз Каса-Торрес (1645, Севилья, Испанская империя — 1722, Гавана, Вице-королевство Новая Испания) — испанский солдат, губернатор Флориды (1693—1699) и Кубы (1707/1708—1711; 1713—1716). Рыцарь ордена Сантьяго.

## Биография
Лауреано Хосе де Торрес Айяла а Дуадрос Кастелланос родился в Севилье в 1645 году, но рос в Мадриде. Поступил на службу в испанскую армию.
В июне 1693 года в составе испанской экспедиции на остров Окалузу Торрес попал в Америку, откуда добрался до Западной Флориды. За заслуги 21 сентября 1693 года Торреса назначают губернатором Флориды. На этой должности Торрес пробыл до 1699 года, когда неожиданно решил вернуться в Испанию. В 1704—1707 годах Торрес участвует в войне за испанское наследство.
18 января 1707 (по некоторым источникам — 1708) года Торрес возвращается в Америку, где становится губернатором Кубы. Будучи губернатором, Торрес старался поднять экономику Кубы на максимально возможный уровень. В мемуарах испанского офицера Орри есть некоторая информация о масштабном проекте по продаже табака, якобы готовившегося губернатором. Согласно Орри, у Торреса были некоторые проблемы с уплатой налогов, и благодаря нескольким удачным спекуляциям он рассчитывал избавиться от них. Успех настолько сопутствовал Торресу и его идеям, что ему даже удалось получить титул маркиза Каса-Торреса. Этим титулом его пожаловал генерал Хосе Фернандес де Кордова.
Тем не менее, счастье новоявленного маркиза длилось недолго. 18 февраля 1711 года Луис Шакон-и-Пабло Каверо по приказу Филиппа V Испанского заключил Торреса в крепость Эль-Морро, а сам в это время занял должность губернатора. Два года спустя, 14 февраля 1713 года, Торрес был освобождён и восстановлен в должности. Во время своего второго срока правления, Торрес стал более осторожен, прекратил злоупотребления властью и занялся благотворительностью: основал одну из крупнейших благотворительных организаций, Ла Каса де Ла Бенефичьенца, и несколько домов для нищих. 9 июня 1714 года Торрес основал больницу для прокажённых, а вскоре начал строительство храма Сан-Лазаро. Кроме того, губернатор основал город Сантьяго-дель-Бехукале.
Торрес скончался в 1722 году в Гаване.

## Семья
Отец: Томас Торрес-и-Айяла, до 1649 года был судьёй в Севилье, затем перебрался в Венесуэлу, где служил последовательно мэром, губернатором и капитан-генералом сперва в Мериде, а затем в Ла Грите.
Мать: Эльвира де Дуадрос Кастелланос.
Жена (с 5 августа 1687): Каталина Гертруда Байона-и-Чакон. В их браке родились трое детей:
1. Томаса Мария;
2. Лауреано Антонио Хосе;
3. Мануэла.

## В культуре
Лауреано Торрес является одним из главных антагонистов компьютерной игры Assassin's Creed IV: Black Flag, наряду с Бартоломью Робертсом.